# Большое Киримбаево
 Большое Киримбаево  — деревня в Санчурском муниципальном округе Кировской области.

## География
Расположена на расстоянии примерно 29 км по прямой на северо-запад от райцентра поселка Санчурск.

## История
Известно с 1891 года как деревня Киринбаева или Кундыш-Мучакш, в 1905 здесь (уже Киримбаево) было отмечено дворов 27 и жителей 156, в 1926 (Большое Киримбаево или Кундыш-Мучакш) 42 и 189 (159 мари), в 1989 (ферма Большое Киримбаево) 84 жителя. Статус деревни снова с 1989 года. С 2006 по 2019 год входила в состав Корляковского сельского поселения.

## Население
Постоянное население составляло 33 человека (мари 88%) в 2002 году, 18 в 2010.